# 79991 Umbertoleotti
79991 Umbertoleotti è un asteroide della fascia principale. Scoperto nel 1999, presenta un'orbita caratterizzata da un semiasse maggiore pari a 2,9515117 au e da un'eccentricità di 0,0670755, inclinata di 1,67994° rispetto all'eclittica.